# Campionatul European de Bob din 1977

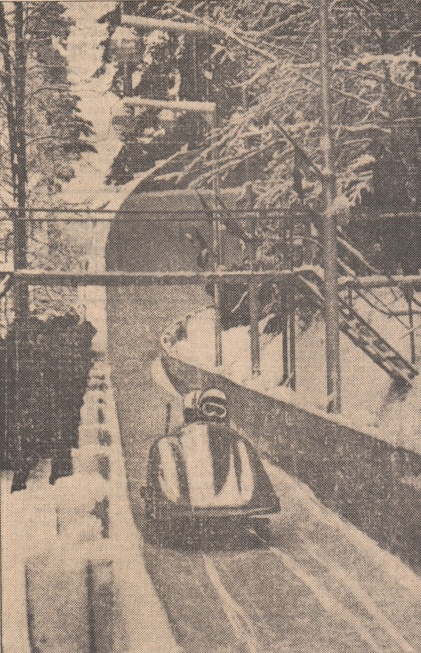
Antrenament neoficial cu o săptămână înainte

Campionatul European de Bob din 1977 ar fi trebuit să se desfășoare la Sinaia pe 19 și 20 februarie 1977 (proba de bob de 2 persoane) și pe 27 și 28 februarie 1977 (proba de bob de 4 persoane). Însă a fost anulat cu o zi înainte din cauza temperaturilor ridicate.
Pista de bob din Sinaia a fost preparată cu 360 de tone de gheață, aduse cu camioane de la fabrica de gheață din Ploiești. Dar din cauza condițiilor nefavorabile nu a fost posibilă nicio coborâre de antrenament.
Inițial au fost anunțate 42 de echipaje din 10 țări. La coborârile cronometrate de antrenament și selecție la proba de bob de 2 persoane au fost inscrise următoarele echipaje:
| Țară                        | Sportivi |
| --------------------------- | --- |
| Austria                     | Walter Delle Karth, Franz Rednak Helmut Saischek, Franz Köfel                                                                                |
| Belgia                      | Jean Paul Peeters, Jeanmarie Bourguet Bob Collin, Phillippe Stolz                                                                            |
| Elveția                     | Hans Hiltebrand, Heinz Meier Giancarlo Torriani, Orlando Ponato                                                                              |
| Republica Democrată Germană | Meinhard Nehmer, Raimund Bethge Horst Schönau, Harald Seifert Roland Ebersbach, Andreas Kirchner Bernhard Germeshausen, Hans-Jürgen Gerhardt |
| RFG                         | Stefan Gaisreiter, Manfred Schumann Jakob Resch, Walter Barfuss Peter Hell, Dieter Gebhard                                                   |
| Franța                      | Alain Roy, Dominique Colladan |
| Italia                      | Alessandro Cretier, Giovanni Salvaterra Leonardo Caneva, Mauro Bettella                                                                      |
| România                     | Dragoș Panaitescu, Gheorghe Lixandru Mihai Secui, Paul Neagu Dumitru Pascu, Ion Streață Valeriu Bunea, Mihai Nicolau                         |
| Spania                      | José Soler, Juan de Dios Pericet Pedro Luis Barraquira, José Antonio Edo                                                                     |